# اسم مصدر
اسم المصدر  هو ما ساوى المصدر في الدلالة على الحدث، ولكنه لم يساوه في احتوائه على جميع حروف فعله، أي نقصت حروفه عن الحروف الموجودة في الفعل مثل:
توضأ – وضوء والأصل توضؤا وتكلم – كلاما والأصل تكلما وأيسر يسرا والأصل إيسارا.